# Aristolochia stevensii
Aristolochia stevensii Barringer – gatunek rośliny z rodziny kokornakowatych (Aristolochiaceae Juss.). Występuje naturalnie w Hondurasie oraz Nikaragui.

## Morfologia
PokrójPnącze o zimozielonych, zdrewniałych i owłosionych pędach.
LiścieMają eliptycznie owalny kształt. Mają 7–14 cm długości oraz 4–8 cm szerokości. Nasada liścia ma strzałkowaty kształt. Całobrzegie, z ostrym wierzchołkiem. Są owłosione od spodu. Ogonek liściowy jest nagi.
KwiatyZebrane są w gronach. Dorastają do 15 mm długości. Mają cylindryczny kształt.

## Biologia i ekologia
Rośnie w wiecznie zielonych lasach oraz zaroślach. Występuje na wysokości od 1000 do 1100 m n.p.m. Kwitnie od maja do czerwca.